# Fenham
Fenham är en stadsdel i Newcastle upon Tyne, i distriktet Newcastle upon Tyne, i grevskapet Tyne and Wear, i England. Stadsdelen hade 10 954 invånare år 2011. Fenham var en civil parish 1866–1914 när blev den en del av Newcastle upon Tyne. Civil parish hade 1 049 invånare år 1911.